# Ervália
Ervália is een gemeente in de Braziliaanse deelstaat Minas Gerais. De gemeente telt 18.855 inwoners (schatting 2009).